# 蟣蝨
蟣蝨（？—？），《战国策》作几瑟，中国战国時期韩国公子，韩襄王之子，太子韩婴死后，公子咎和蟣蝨争位。蟣蝨在楚国作为人质。公子咎在苏代帮助下，成为韩王，公子咎就是韓王，蟣蝨一直没回韩国，他的儿子就是秦末汉初的韩王信。